# Octavi Grecí
Octavi Grecí (en llatí Octavius Graecinus) va ser un militar romà del segle i aC. Formava part de la gens Octàvia, una antiga família romana d'origen plebeu.
Era un dels generals de Sertori a Hispània i es va distingir en la primera batalla lliurada entre Gneu Pompeu i Sertori prop de la ciutat de Lauro l'any 76 aC. Més tard va participar en la conspiració de Marc Perpenna l'any 72 aC en la qual Sertori va ser assassinat.